# 사우디아라비아 기본법
사우디아라비아 기본법(Basic Law of Saudi Arabia, 아랍어: النظام الأساسي للحكم, Al Nizam Al Asasi lil Hukm)은 헌법과 유사한 헌장으로, 9개 장으로 나뉘어 있으며 83개 조항으로 구성되어 있다. 기본법(1조)은 사우디아라비아의 헌법이 이슬람 선지자 무함마드의 "성 꾸란과 순나(전통)"라고 명시하고 있다. 그러나 기본법에는 다른 나라의 헌법이라고 할 수 있는 것("거버넌스법", "권리와 의무")의 많은 특징이 포함되어 있다. 기본법은 이슬람법에 대한 와하브파의 이해를 따른다.

## 법 조항
- 제1장: 일반 원칙
- 제2장: 군주제
- 제3장: 사우디 가문의 특징
- 제4장: 경제원리
- 제5장: 권리와 의무
- 제6장: 국가 당국
- 제7장: 재정 문제
- 제8장: 통제 기관
- 제9장: 일반 조항